# Séamus Kirk
Séamus Kirk (ur. 26 kwietnia 1945 w Drumkeith w hrabstwie Louth) – irlandzki polityk i rolnik, deputowany. Ceann Comhairle w latach 2009–2011.

## Życiorys
Ukończył szkołę prowadzoną przez Kongregację Braci w Chrystusie w Dundalku. Zawodowo pracował w rolnictwie. Był działaczem sportowym w ramach Gaelic Athletic Association. Został członkiem ugrupowania Fianna Fáil. Od 1974 do 1985 zasiadał w radzie hrabstwa Louth.
W listopadzie 1982 po raz pierwszy został wybrany do Dáil Éireann. Mandat utrzymywał w wyborach w 1987, 1989, 1992, 1997, 2002 i 2007, każdorazowo kandydując w okręgu wyborczym Louth. Od 1987 do 1992 był ministrem stanu w departamencie rolnictwa i żywności, odpowiadając za ogrodnictwo.
13 października 2009 został przewodniczącym Dáil Éireann. Nastąpiło to w trakcie 30. kadencji tej izby.  Jego poprzednik John O’Donoghue ustąpił w atmosferze skandalu, gdy media ujawniły jego liczne nieuzasadnione wydatki z funduszy publicznych. Jako przewodniczący niższej izby parlamentu Séamus Kirk uzyskał w wyborach w 2011 automatyczną reelekcję. Mandat poselski wykonywał do 2016, już w 2014 publicznie deklarując, że będzie to jego ostatnia kadencja.